# Quartier Amélie
Het Quartier Amélie (Maastrichts: Krejjedörp) was een 19e-eeuwse arbeiderswijk in de Nederlandse stad Maastricht. Het wijkje, dat dateerde uit 1881, bestond uit 59 geschakelde woningen in vijf rijen aan drie straatjes. Het werd in 1944 bij een geallieerd bombardement grotendeels verwoest.

## Geschiedenis
Het Quartier Amélie kwam tot stand op initiatief van de ondernemer Pierre Regout (1828-1897), de oudste zoon van Petrus (Pie) Regout (1801-1878). Laatstgenoemde wordt gezien als de peetvader van de Maastrichtse industrie, die vanaf circa 1830 een groot industrieel imperium aan de Boschstraat en het Bassin schiep, dat vanaf 1870 door drie van zijn zonen verder werd uitgebreid. Pierre Regout beheerde met name de glas- en kristalfabrieken. 

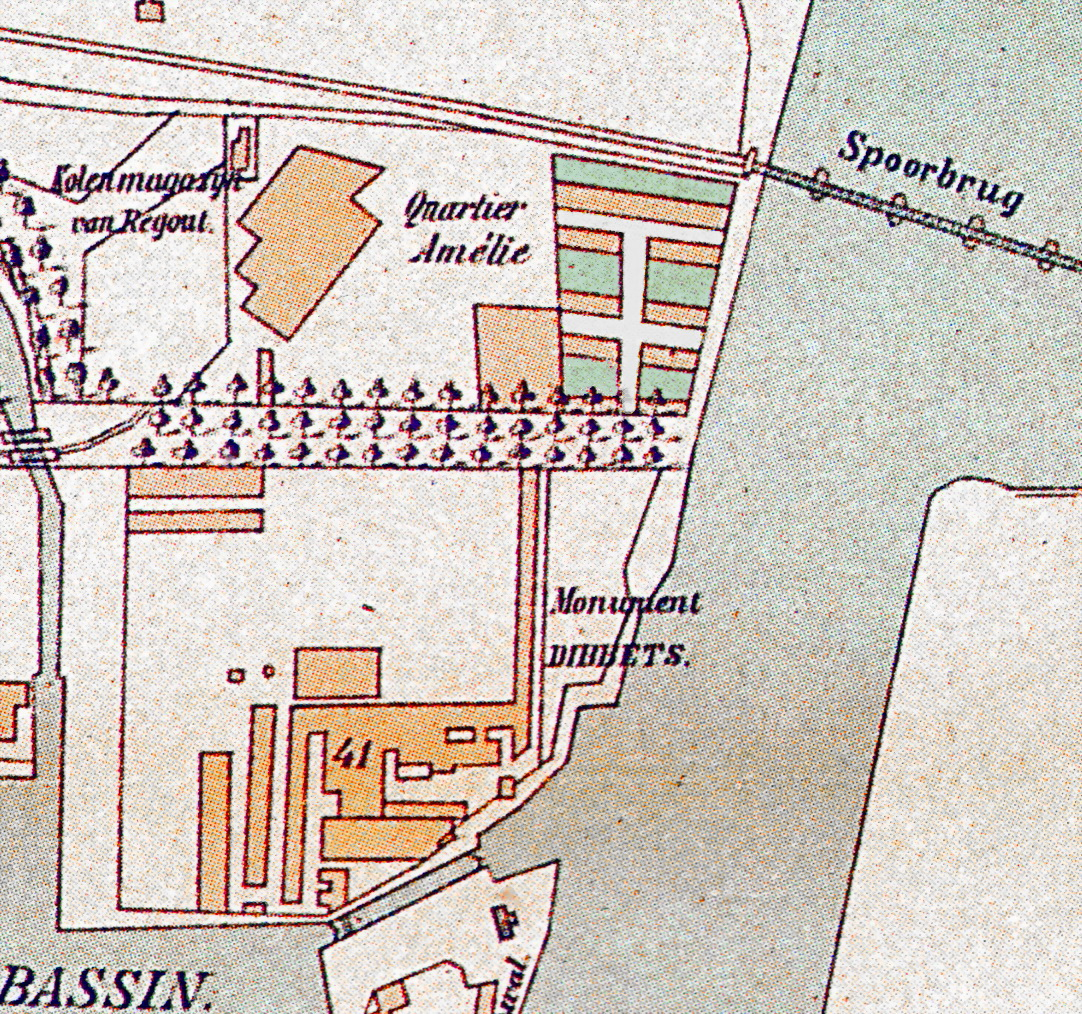
Quartier Amélie met groen gemarkeerde achtertuinen aan de met bomen beplante Fransensingel, ca. 1895

In 1881 bouwde Pierre Regout op een terrein aan de Maas, vlak bij de Spoorbrug Maastricht, een complex van 59 arbeidershuisjes, dat kan worden gezien als een vroeg initiatief van particuliere volkswoningbouw in Maastricht. Het wijkje lag ingeklemd tussen de spoorlijn Hasselt-Maastricht in het noorden, de Maas in het oosten, de Fransensingel in het zuiden en een aantal fabrieksloodsen in het westen. De huisjes waren bedoeld voor de meester-glasblazers van De Sphinx. Dezen moesten dicht bij de fabriek gehuisvest worden, omdat ze op afroep, wanneer het glas de juiste smeltgraad had bereikt, beschikbaar moesten zijn. Het complex werd Quartier Amélie gedoopt, naar de echtgenote van Pierre Regout, Gertrudis Hubertina Amelia ("Amélie") Polis (1830-1904). In de volksmond heette het wijkje 't Krejjedörp', naar de uit de fabrieksovens afkomstige sintels (krejje), waarmee de straten verhard waren.
De 59 woningen hadden elk drie kamers, een keukentje, een zolder en een achtertuintje. De watervoorziening bestond, zoals tot 1887 bijna overal in de stad, uit (twee) waterputten. Dat dit niet zonder risico's was, bleek in 1894 toen de cholera in dit deel van de stad hard toesloeg, waarbij 44 doden vielen. Oorzaak was het besmette grondwater uit het Kanaal Luik-Maastricht en het Bassin, zoals door de directeur van ziekenhuis Calvariënberg, dr. Lambert van Kleef, werd aangetoond. De huisjes waren verdeeld over negen woningblokken, die paarsgewijs gegroepeerd lagen aan twee oost-west lopende zijstraten ter weerszijden van een zuid-noord lopende hoofdstraat. Omdat het terrein trapeziumvormig was, werden de woningblokken naar het noorden toe iets langer. De twee blokken aan de zuidzijde lagen direct aan de Fransensingel en hadden een huisnummer aan de singel als postadres. Voor alle overige huizen was het postadres 'Quartier Amélie', met huisnummer. Aan de noordzijde werd het wijkje afgesloten door een doorlopend woningblok met een hoger pand in het midden, dat in de as van het hoofdstraatje lag. Begin jaren 1930 werden de bakstenen huizen wit geschilderd. 

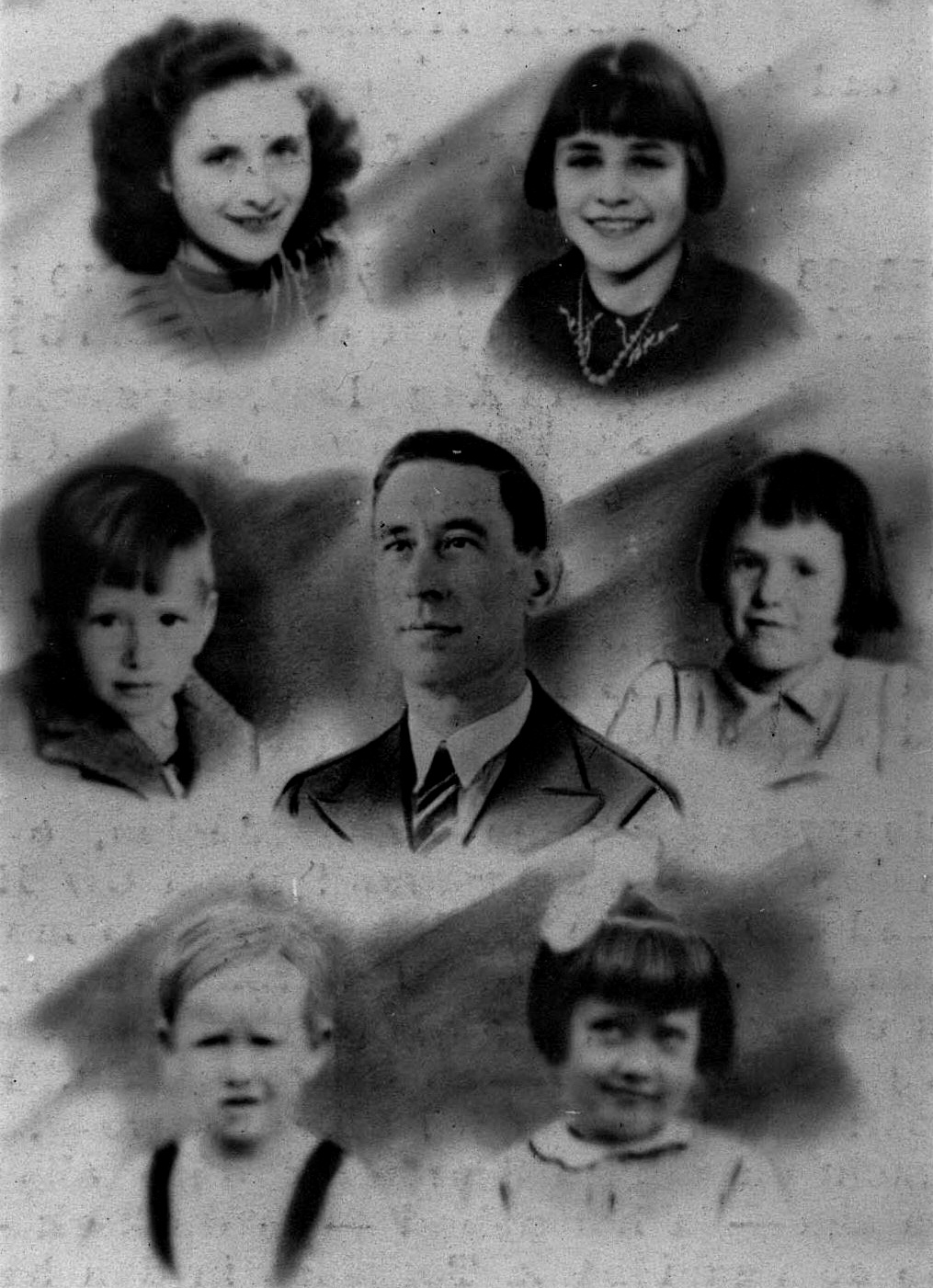
Bidprentje familie Huiskens, aug. 1944

Het woningcomplex werd bij een geallieerd bombardement op 18 augustus 1944 grotendeels verwoest. Het doel van het luchtbombardement door twaalf Amerikaanse B-17 "Flying Fortresses", de spoorbrug, werd nagenoeg gemist. Op de rechter Maasoever waren de verwoestingen nog erger: hier werd, naast de fabriekscomplexen van de Maastrichtsche Zinkwit Maatschappij en de tegelfabriek REMA, een groot deel van het Roed Dörrep (het "Rode Dorp") in Sint Maartenspoort verwoest. In totaal vielen er 101 doden, raakten meer dan 150 mensen gewond en werden 325 huizen vernield. In het Quartier Amélie waren 26 doden te betreuren. Van de zwaar getroffen familie Huiskens, wonende op het adres Fransensingel 54, kwamen de vader en zes kinderen om het leven. Bij hun buren, de familie Hamaekers, verloren vier personen het leven. Het bombardement vond plaats minder dan een maand voor de bevrijding van Maastricht. De spoorbrug werd drie weken later alsnog vernield, toen de terugtrekkende Duitsers haar opbliezen.
Van het zwaar gehavende Quartier Amélie bleef slechts een rij van elf huisjes aan de Fransensingel (tijdelijk) behouden. De overige woningen werden gesloopt. Op het terrein bouwde de Sphinx een fabrieksloods. Het terrein met de resterende huizen ter grootte van 6.011 m² werd in 1947 aan de Koninklijke Nederlandse Papierfabriek (KNP) verkocht. De huizen en de loods werden enkele jaren later gesloopt om ter plaatse een fabrieksuitbreiding van KNP te realiseren. In 1955 verrees hier een nieuwe warmte-krachtcentrale, een hoog bakstenen gebouw dat nog steeds het silhouet van de fabriek aan de Maaszijde bepaalt. Het gebouw ten noorden hiervan werd in 1988-90 gebouwd voor de papiermachine PM6 met coater. Beide gebouwen staan op de plek van het Quartier Amélie, waarvan voor zover bekend geen overblijfselen bewaard zijn gebleven.

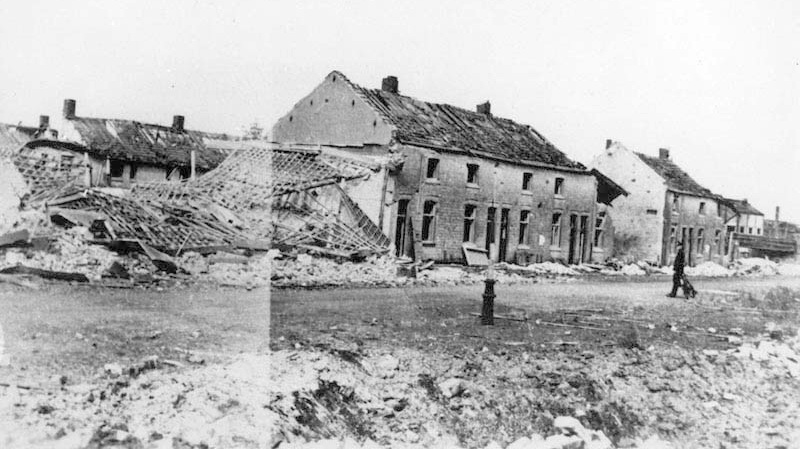
Verwoeste huizen na het bombardement, gezien vanaf de Fransensingel, aug. 1944
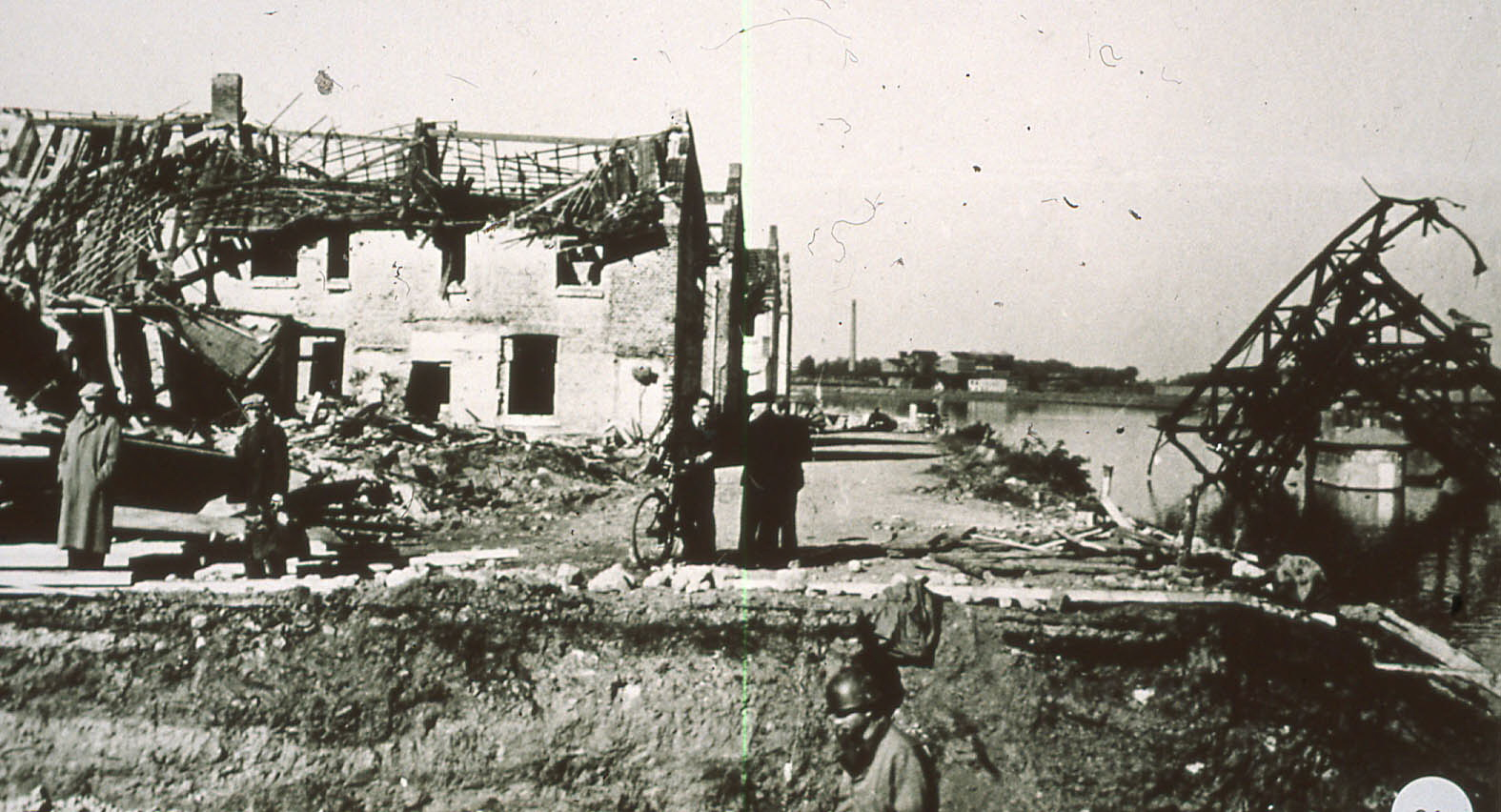
Verwoeste huizen in het noordelijk deel van het wijkje. Rechts de spoorbrug, sept. 1944
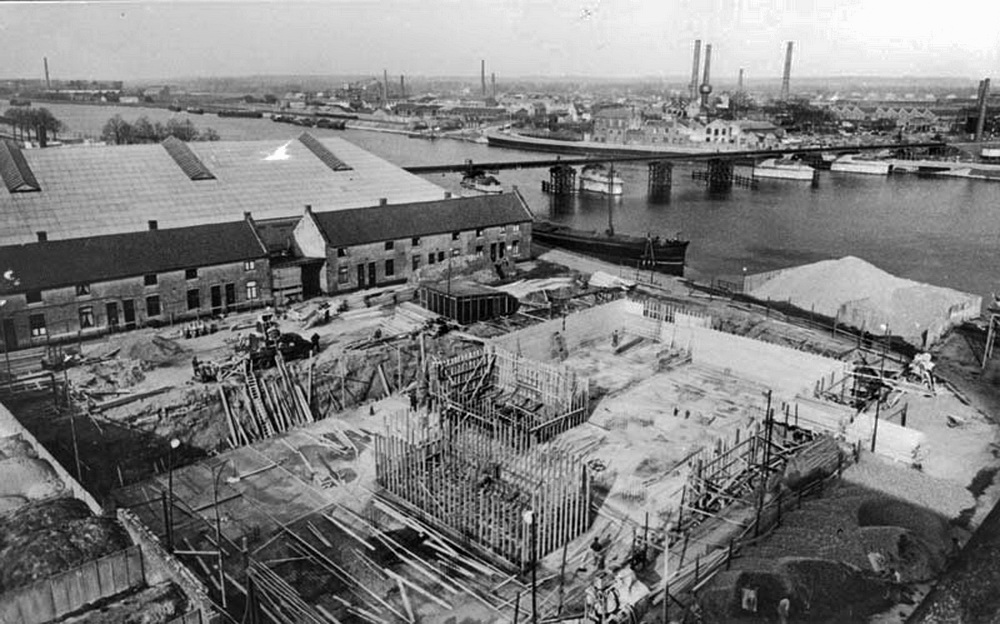
Nieuwbouw KNP ten zuiden van de Fransensingel, ca. 1955. Achter de overgebleven huisjes de Sphinx-loods
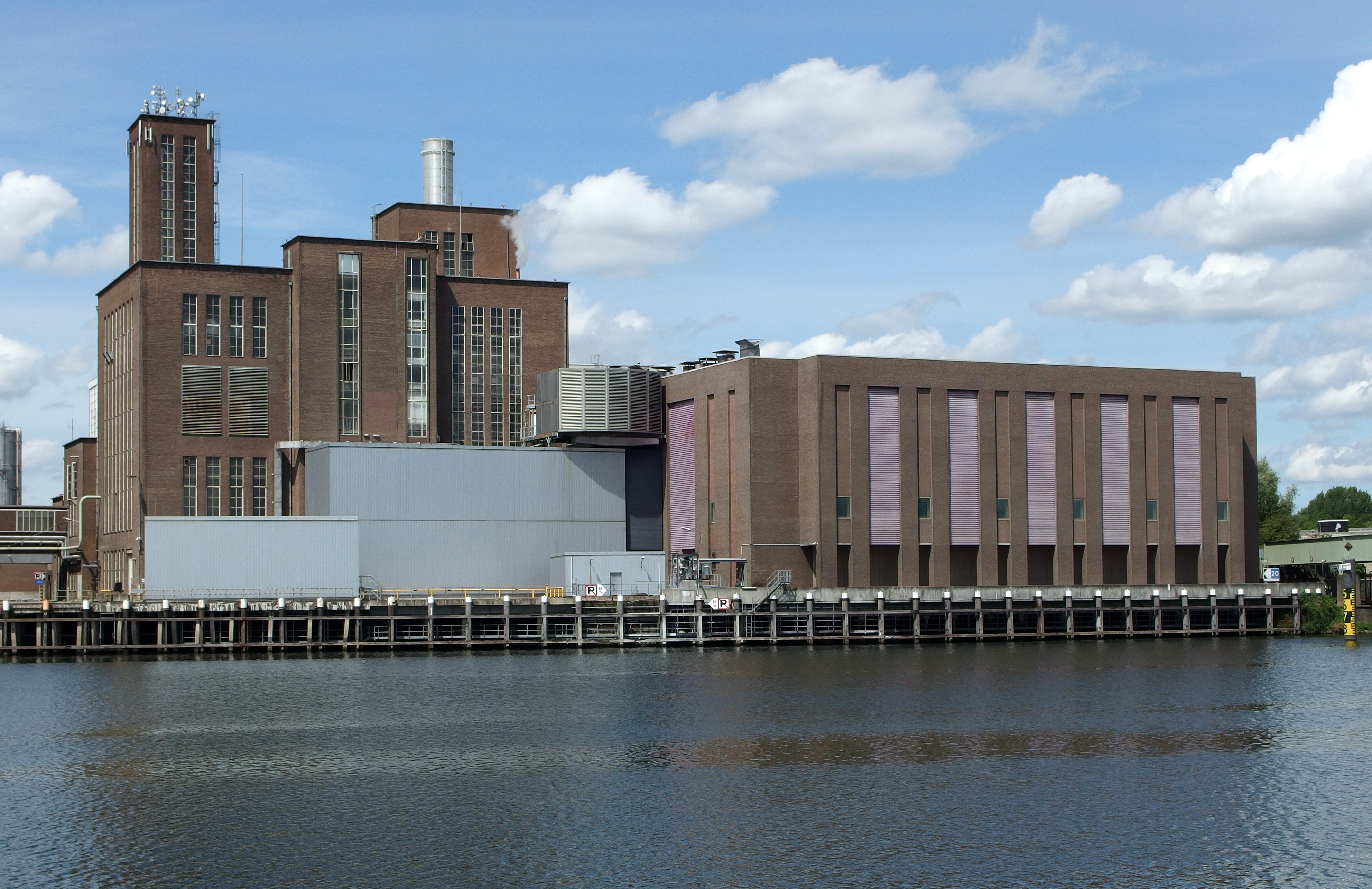
Sappi, 2014. Links de energiecentrale, rechts de fabriekshal uit 1990, beide op de plek van Quartier Amélie

## Wetenswaardigheden
- Het eerste vrouwelijke raadslid van Maastricht, Anna Cornelia Wijnandts-Louis (1882-1957), groeide op in het Quartier Amélie.
- Het Quartier Amélie was niet alleen een wijkje, maar tevens een postadres. Afgezien van de huizen aan de reeds bestaande Fransensingel, waren de huizen van de achterliggende drie straatjes doorgenummerd.[9]
- In 2005 werd een voetgangersbrug over het Voedingskanaal in de nabijgelegen buurt Boschpoort vernoemd naar de verdwenen buurt: de Améliebrug.[10]